# Augusto de Sajonia-Lauenburgo
Augusto de Sajonia-Lauenburgo (Ratzeburgo, 17 de febrero de 1577 - Lauenburgo, 18 de enero de 1656) fue duque de Sajonia-Lauenburgo entre 1619 y 1656. Era hijo del duque Francisco II y su primera esposa Margarita de Pomerania-Wolgast, hija de Felipe I, duque de Pomerania-Wolgast. Puesto que Augusto sobrevivió a todos sus hijos, le sucedió su medio hermano Julio Enrique.
En su ascenso Augusto movió la capital de Sajonia-Lauenburgo desde Neuhaus, a donde la había llevado Francisco II después de que el castillo residencia en Lauenburgo de Elna (comenzado en 1180-1182 por Bernardo, conde de Anhalt) hubiera ardido en 1616, hacia Ratzeburgo, donde termaneció desde entonces.
Durante la guerra de los Treinta Años, Augusto siempre permaneció neutral, sin embargo, el acantonamiento y la alimentación de tropas extranjeras que marchaban por el país suponían una carga pesada sobre los súbditos ducales.

## Gobierno
Augusto siguió a su padre que ya tenía 42 años. Con el fin de excluir disputas con sus numerosos hermanastros más jóvenes, el 4 de octubre de 1619 se celebró un contrato de herencia en Lauenburg, en el que agosto se confirmó como el único gobernante.
Después de la muerte de su madrastra, María, en 1626, agosto ocupó la prometida oficina de Neuhaus , lo que llevó a disputas con sus hijos biológicos. Aunque agosto permaneció políticamente neutral en la Guerra de los Treinta Años , el país sufrió considerablemente, lo que se debió principalmente al comportamiento favorable a Suecia del hermano de Augusto, Francisco . Después de la muerte del príncipe hereditario Johann Adolf 1646 nuevamente surgieron desacuerdos entre los hermanos con respecto a la sucesión.
Bajo el nombre de la compañía The Hundredfold, fue aceptado como miembro de la literaria Sociedad Fructífera.
Augusto fue enterrado en la Catedral de Ratzeburg, donde tenía su propia bóveda funeraria para su familia.

## Matrimonios y descendencia
Augusto se casó dos veces. El 5 de marzo de 1621 se casó en Husum con Isabel Sofía de Holstein-Gottorp (12 de diciembre de 1599 - 25 de noviembre de 1627), hija de Juan Adolfo, duque de Holstein-Gottorp. 
El 4 de junio de 1633 se casó, como su segunda esposa, con Catalina de Oldemburgo (20 de septiembre de 1582 - 29 de febrero de 1644), hija de Juan VII, conde de Oldemburgo. Este matrimonio no tuvo hijos. 
Sus hijos con Isabel Sofía de Holstein-Gottorp fueron los siguientes:
- Francisco Augusto (4 de julio de 1623 - 19 de abril de 1625)
- Sofía Margarita (Ratzeburgo, 6 de agosto de 1622 - 6 de marzo de 1637)
- Ana Isabel (23 de agosto de 1624 - 27 de mayo de 1688, Castillo de Philippseck en lo que hoy es Butzbach), se casó el 2 de abril de 1665 en Lübeck, se divorció en 1672, Guillermo Cristóbal, landgrave de Hesse-Homburg
- Sibila Eduviges (30 de julio de 1625 - 1 de agosto de 1703, Ratzeburgo), se casó en 1654 con su medio primo, Francisco Erdmann, duque de Sajonia-Lauenburgo
- Juan Adolfo (22 de octubre de 1626 - 23 de abril de 1646, Ratzeburgo)
- Felipe Federico (11 de noviembre de 1627 - 16 de noviembre de 1627)